# 埃德爾·奇塔丁·馬丁斯
埃德爾·奇塔丁·馬丁斯（葡萄牙語：Éder Citadin Martins；1986年11月15日—）是一位出生在巴西的意大利足球運動員，場上司职前锋，現效力巴甲勁旅圣保罗。

## 榮譽
江苏苏宁
- 中超冠軍: 2020

個人
- 意乙神射手: 2009/10 (27球)